# Educación de adultos

Guerrilleros iletrados en la escuela, Guinea Portuguesa, 1974.

La educación de adultos es el tipo de educación orientada a desarrollar estrategias que faciliten el proceso de aprendizaje en los  adultos, quienes completaron o abandonaron la educación formal. Aunque la educación de adultos se encuentra en espacios informales y no formales, Se fundamenta en un criterio aplicable a otros terrenos educativos: el de la formación permanente y continuada, a través de la cual cualquier persona se inserta en un proceso de aprendizaje y reciclaje de los conocimientos a lo largo de su vida.
Se define como  

“El conjunto de procesos de aprendizaje formal o no, gracias al cual las personas cuyo entorno social considera adultos desarrollan sus capacidades, enriquecen sus conocimientos y mejoran sus competencias técnicas o profesionales o las reorientan a fin de  atender sus propias necesidades y las de la sociedad. La educación de adultos comprende la educación formal y la educación continua, la educación no formal y toda la gama de oportunidades de educación informal y ocasional existentes en  una  sociedad  educativa  multicultural  en  la  que  se  reconocen los enfoques teóricos y los basados en la práctica. La educación de adultos se  concibe, en  términos generales y  dinámicos, en  el marco de  un aprendizaje a lo largo de la vida”.
Unesco. CONFITEA

A nivel internacional el fomento de la educación de adultos se promovió tras el fin de Segunda Guerra Mundial con el impulso dado por la Unesco y desde finales de la década de los años 1970 se incorporó a las premisas del estado de bienestar. Uno de sus objetivos, en general era ser un tipo de educación compensatoria, reingresar a los adultos al sistema educativo. Para la década de los setenta, da un giro, sobre todo en América Latina, al considerar la tendencia de la Educación popular, de la cual se esperaba ser una arma de lucha para los más desfavorecidos.
En el caso concreto de las Escuelas de Adultos institucionales, el objetivo principal es superar las desigualdades sociales y favorecer la inclusión integral de las personas sin títulos académicos o sin formación en campos recientes (como la ofimática), por tal que estas carencias no impidan su desarrollo laboral y de relaciones sociales. 
Ante la necesidad de la conformación de las sociedades del conocimiento, la educación de adultos aspira a ofrecer otro tipo de herramientas al adulto para toda su vida; lo cual conlleva a no limitar la educación de adultos a un tipo de educación en especial. Ante esta exigencia se requiere de un cambio de aprendizaje tanto en la enseñanza como en el aprendizaje del adulto. Los ambientes de aprendizaje, por ejemplo, deben ser más atractivos. 
"Así, el aprendizaje y la educación de adultos se sitúan en el centro de un cambio necesario de paradigma hacia el aprendizaje a lo largo de toda la vida para todos como marco coherente y significativo para la provisión y práctica de la educación y la formación." 

## El sistema educativo y la educación a lo largo de la vida
Al hablar de educación es común referirse o pensar automáticamente en la educación formal, aquella que transcurre desde los primeros años de vida y va como un proceso constructivo y a la vez secuencial, en el que se tiene control gracias a una gestión educativa basada en un sistema con décadas de experiencia; en contraparte, a pesar de saber la importancia de la educación en los adultos y a lo largo de la vida, es poco el tiempo de experiencia que se tiene con la educación en esta población, raramente se sigue con tanta vehemencia el cumplimiento de estos objetivos que seguramente mejorarían tanto la vida individual como colectiva de las personas.
Debido a todo ello, el sistema educativo se encuentra obligado y más aún preocupado por encontrar las mejores prácticas que permitan una educación permanente eficaz. Para lograrlo, la educación deberá poner en uso las herramientas más significativas y de utilidad que la sociedad en red ofrece para poder cubrir todas las exigencias que la sociedad requiere de la educación.

## El aprendizaje en el adulto
El aprendizaje es un proceso continuo que requiere de técnicas y herramientas para facilitar el acercamiento a nuevos conocimientos. La educación de adultos tiene en la andragogía una herramienta para facilitar su proceso de aprendizaje. Este término inicialmente fue acuñado  por el docente alemán Alexander Kapp y luego por Malcolm Knowles (1913-1997), quien introdujo la teoría de la Andragogía como arte de ayudar a los adultos a aprender. Refiere 5 preceptos básicos  en la Andragogía: autoconcepto, experiencia del aprendiz adulto, disposición para aprender, orientación al aprendizaje y motivación para aprender, a partir de los cuales construye una metodología para el abordaje del aprendizaje de los adultos.
Esta educación permanente concibe al adulto como un individuo capaz de aprender, pero es necesario tomar en cuenta algunos aspectos característicos de la educación a lo largo de la vida, como son: pensar al adulto como capaz de gestionar su propio aprendizaje, desarrollar un aprendizaje vivencial, activo, participativo y práctico.
Asimismo, como parte de la educación a lo largo de la vida, se busca que pueda favorecer el acceso a la educación de calidad por parte de toda la población, acercando principalmente a aquellas que se encuentran en situaciones vulnerables fungiendo un papel de nivelación cultural y educativa que promueva el derecho a la educación.

### Los retos de la educación de los adultos
La educación de adultos constituye uno de los grandes retos de los países del orbe para propiciar la inclusión, la equidad y la justicia mediante la posibilidad de acceso a la educación de las personas que por diversas razones no han podido obtener herramientas para incorporarse al mercado de trabajo o adquirir nuevos conocimientos para facilitar su interacción en un mundo que avanza a pasos agigantados en el uso de la tecnología en los diversos campos y aspectos que conforman la dinámica de la vida en sociedad. La UNESCO, en el año 2009 presentó el Primer Informe Mundial sobre Aprendizaje y la Educación de Adultos basado en 154 informes nacionales consignados por los países miembros. Se demuestra la poca inversión que se realiza en materia de educación de adultos, lo cual interfiere con políticas inclusivas de aprendizaje para todos. Desde 2009 hasta 2019 se han realizado cuatro Informes donde se encuentran los lineamientos que deben seguir los países para construir una ruta posible de inclusión en la educación de adultos.
El acceso a la educación a lo largo de la vida todavía es selecto y complejo, empero se[¿quién?] está procurando un gran esfuerzo para que sea un modelo inclusivo que sea partícipe del cumplimiento de las necesidades del ser humano. Entonces, uno de los objetivos de esta educación permanente es apoyar, guiar y acompañar al hombre efectivamente durante todas las etapas de su vida.
Como reto fundamental, el sistema educativo deberá asegurar con claridad y transparencia el acceso de los adultos, principalmente considerando lo así por ser un derecho en sí mismo, así como medio de participación en distintas esferas sociales como la política, la cultura, entre otras. Las oportunidades de continuar aprendiendo no deben limitarse a un espacio-tiempo, sino al contrario permitir al individuo su desarrollo para alcanzar su potencial personal.[cita requerida]
Otro reto de igual importancia considera desarrollar el proceso educativo del adulto aprendiz mediante actividades que conlleven la adquisición de conocimientos, mientras que por la otra se realice el diseño de objetivos y metas adecuadas a los intereses personales de individuo, de allí la importancia de conocer adecuadamente a los usuarios o estudiantes, para poder plantear exitosamente situaciones y ambientes de aprendizaje que enriquezcan la experiencia humana.